# Till Zimmermann
Till Zimmermann (* 1. September 1979 in Bonn) ist ein deutscher Rechtswissenschaftler und Professor für Strafrecht und Strafprozessrecht einschließlich europäischer und internationaler Bezüge.

## Leben und Werk
Till Zimmermann wurde am 1. September 1979 in Bonn geboren. Sein Abitur legte er 1999 an der Integrierten Gesamtschule Bonn-Beuel ab. Von 1999 bis 2004 studierte er Jura an der Rheinischen Friedrich-Wilhelms-Universität Bonn. 2004 legte Zimmermann in Bonn sein Erstes Staatsexamen ab.
Im Jahr 2008 wurde er – unterstützt durch ein Promotionsstipendium der Friedrich-Ebert-Stiftung – mit der Dissertation Rettungstötungen: Untersuchungen zur strafrechtlichen Beurteilung von Tötungshandlungen im Lebensnotstand bei Urs Kindhäuser in Bonn promoviert.
Ein Internship (2007) in Den Haag beim Internationalen Strafgerichtshof für das ehemalige Jugoslawien initiierte eine langanhaltende Auseinandersetzung mit zentralen Fragen des Völkerstrafrechts, die in der viel besprochenen Studie „Gesichter des Bösen. Lexikon der Verbrechen und Verbrecher des 20. Jahrhunderts“ mündete.
Seine Referendarzeit absolvierte Till Zimmermann von 2007 bis 2009 im OLG-Bezirk Köln mit Stationen u. a. an der Deutschen Universität für Verwaltungswissenschaften Speyer und beim Bundeskriminalamt in Wiesbaden. Im Jahr 2009 legte Zimmermann sein Zweites Staatsexamen ab. Anschließend arbeitete er als Akademischer Rat auf Zeit in der Funktion eines wissenschaftlichen Mitarbeiters bei Professor Armin Engländer an der Universität Passau (2009–2014) und der Ludwig-Maximilians-Universität München (2014–2017).
In jener Zeit engagierte sich Zimmermann beim Jungen Forum Rechtsphilosophie (JFR) in der Internationalen Vereinigung für Rechts- und Sozialphilosophie (IVR) und auf den Tagungen der Jungen Strafrechtswissenschaftlerinnen und Strafrechtswissenschaftler. Sein wissenschaftliches Themenspektrum chargierte weit: Vom Wirtschaftsstrafrecht über das Völkerstrafrecht hin zur Rolle des Strafrechts zur Klärung diffiziler Fragen in der politischen Bildungsarbeit.
Im Februar 2017 habilitierte sich Till Zimmermann an der Ludwig-Maximilians-Universität München mit einer rechtstheoretischen und sozialphilosophischen Arbeit über das „Unrecht der Korruption“ und erhielt anschließend die Lehrbefähigung für Strafrecht, Strafprozessrecht, Wirtschaftsstrafrecht und Internationales Strafrecht. Im Sommersemester nahm Zimmermann eine Lehrstuhlvertretung an der Universität Trier an; im Juli 2018 in Trier zum Professor für Strafrecht und Strafprozessrecht einschließlich europäischer und internationaler Bezüge berufen. Seit 2021 steht Till Zimmermann als geschäftsführender Direktor dem Trierer Institut für Geldwäsche- und Korruptionsstrafrecht vor und fungiert seit 2022 im Beirat von Transparency International Deutschland. Zum 1. April 2023 nahm Till Zimmermann einen Ruf der Heinrich-Heine-Universität Düsseldorf auf den Lehrstuhl Strafrecht und Strafprozessrecht (Nachfolge Professor Helmut Frister) an.
Till Zimmermann ist Vertrauensdozent der Friedrich-Ebert-Stiftung. Er ist verheiratet und hat drei Kinder.

## Publikationen
Monographien
- Rettungstötungen. Untersuchungen zur strafrechtlichen Beurteilung von Tötungshandlungen im Lebensnotstand. (= Studien zum Strafrecht. 25). Nomos, Baden-Baden 2009, ISBN 978-3-8329-3775-1.
- mit Nikolas Dörr: Gesichter des Bösen. Lexikon der Verbrechen und Verbrecher des 20. Jahrhunderts. Mit einem Geleitwort von Heribert Prantl. Donat, Bremen 2015, ISBN 978-3-943425-52-9.
- Das Unrecht der Korruption. Eine strafrechtliche Theorie. (= Neue Schriften zum Strafrecht. 14). Nomos, Baden-Baden 2018, ISBN 978-3-8487-4144-1.
- mit Marie-Lena Marstaller: Non-convicted-based confiscation in Deutschland? Eine straf- und verfassungsrechtliche Untersuchung zur Legitimität der erweiterten selbständigen Tatertragseinziehung nach § 76aIV StGB i.v.m. § 437 StPO. (= Deutsches und Europäisches Strafprozessrecht und Polizeirecht. 7). Nomos, Baden-Baden 2018, ISBN 978-3-8487-5286-7.
- mit Hermann Rösch: Das gedruckte Gedächtnis der Arbeiterbewegung bewahren. Personalbibliographie Rüdiger Zimmermann. Bonn 2021.
- Scherz und Witz in der Jurisprudenz. Ein Handbuch des Rechtshumors als Festgabe für das juristische Publikum. Duncker & Humblot, Berlin 2022, ISBN 978-3-428-18795-9
- mit Urs Kindhäuser: Strafrecht. Allgemeiner Teil. 10. Aufl. Nomos, Baden-Baden 2022, ISBN 978-3-8487-7659-7.
- mit Urs Kindhäuser, Kay Schumann und Sebastian Lubig: Klausurtraining Strafrecht. 5. Aufl. Nomos, Baden-Baden 2023, ISBN 978-3-8487-9009-8.

 Artikel (in Auswahl) 
- Das „Eigentümliche der Spionage“ – oder: Das Recht und ein ethisches Paradoxon. In: Till Zimmermann, Nikolas Dörr (Hrsg.): Die Nachrichtendienste der Bundesrepublik Deutschland. Beiträge anlässlich einer Tagung von StipendiatInnen der Friedrich-Ebert-Stiftung in Bonn vom 23.–27. Januar 2007 (= Seminarreihe Bonner Venusberg. 3). wvb, Wiss. Verlag, Berlin 2007, ISBN 978-3-86573-307-8, S. 109–145.
- Gilt das StGB auch im Krieg? Zum Verhältnis der §§ 8–12 VStGB zum Besonderen Teil des StGB. In: Goltdammer’s Archiv für Strafrecht. 157.2010, S. 507–524.
- Vorstandsuntreue durch Kreditvergabe – zugleich Anm. zu BGH wistra 2010, 21 (WestLB/BoxClever). In: Georg Steinberg u. a. (Hrsg.): Das Wirtschaftsstrafrecht des StGB. Analysen zur aktuellen höchstrichterlichen Rechtsprechung. Nomos, Baden-Baden 2011, ISBN 978-3-8329-6677-5, S. 71–89.
- Die Wahlfälschung (§§ 107a f. StGB) im Gefüge des strafrechtlichen Schutzes der Volkssouveränität. In: Zeitschrift für internationale Strafrechtsdogmatik. 6. 2011, S. 982–995.
- Der Rollentausch im Strafrecht. In: Georg Steinberg u. a. (Hrsg.): Gleichheit und Universalität. Tagung des Jungen Forums Rechtsphilosophie (JFR) in der Internationalen Vereinigung für Rechts- und Sozialphilosophie (IVR) im September 2010 in Halle (Saale) und im Februar 2011 in Luzern (= ARSP-Beiheft), 128.2012, S. 195–211.
- Korruption und Gubernation. In: Zeitschrift für die gesamte Strafrechtswissenschaft. 124.2012, S. 1023–1063.
- „Deals“ mit Diktatoren? Zur politischen Verhandelbarkeit völkerrechtlicher Strafansprüche. In: Zeitschrift für internationale Strafrechtsdogmatik. 8. 2013, S. 102–121.
- Das Selbstgespräch und der Kernbereich privater Lebensgestaltung – Zugleich Besprechung von BGH, Urteile vom 10.8.2005 und 22.12.2011. In: Goltdammer’s Archiv für Strafrecht. 160.2013, S. 162–171.
- Das neue Recht der Sicherungsverwahrung (ohne JGG). In: HRRS: Onlinezeitschrift für Höchstrichterliche Rechtsprechung zum Strafrecht. 14.2013, S. 164–178.
- Justification or Excuse? The Collision of Positive Duties in German Criminal Law. In: Journal of Criminal Law. 78.2014, S. 263–276.
- Der Notwehrexzess im Völkerstrafrecht. Dogmatische Grundlagen und die Rechtslage unter dem VStGB. In: Zeitschrift für internationale Strafrechtsdogmatik. 10. 2015, S. 57–66.
- Die strafrechtliche Bekämpfung der Korruption in Deutschland. In: Urs Kramer u. a. (Hrsg.): 4. Deutsch-Tschechisches Rechtsfestival. 23. bis 28. September 2013 in Passau und Prag. Univerzita Karlova v Praze, Praha, 2015, ISBN 978-80-87975-24-4, S. 100–110.
- „Gutes Geld“? – Neues zur Vermögensqualität von „Drogengeld“ und „Bestechungslohn“. In: Goltdammer’s Archiv für Strafrecht. 164.2014, S. 544–558.
- Erinnerungen an Opa Alfons. In: Alfons Fischer (1918–1985). Vater und Großvater, Kollege und Genosse. Bonn, Essen 2018, S. 23–24.
- Zum Strafgrund des Versuchs (§ 22f. StGB). Plädoyer für eine erweiterte Gefährlichkeitstheorie. In: Juristische Rundschau. 2018, S. 23–31.